# بلدة هومير (مقاطعة ميدلاند)
هومير، مقاطعة ميدلاند (بالإنجليزية: Homer Township, Midland County, Michigan)‏ هي بلدة تقع بولاية ميشيغان في الولايات المتحدة. تبلغ مساحتها 55.8 (كم²)، وترتفع عن سطح البحر 192 م، بلغ عدد سكانها 3924 نسمة في عام تعداد الولايات المتحدة 2000 حسب إحصاء مكتب تعداد الولايات المتحدة وتصل الكثافة السكانية فيها 70.8 نسمة/كم2.

## وصلات خارجية
- The US50 - Cities and Towns in Michigan State
- Michigan Cities and Towns, Facts, Map, Flag, Colleges, Government, and More